# Theophil Lamy
Theophil Lamy (* 9. April 1871 in Furtwangen; † 20. Mai 1938 in St. Blasien) war ein katholischer Priester und Autor.

## Ausbildung
Lamy wuchs in einer kinderreichen Familie im Schwarzwald auf. Zunächst erlernte er das seine Heimatstadt prägende Uhrmacher-Handwerk.
Er durfte in Eichstätt und Freiburg Theologie studieren und wurde am 1. Juli 1897 in St. Peter zum Priester geweiht.
Zunächst wirkte er als Vikar für Herz Jesu in Freiburg. Bereits ein Jahr später wurde er als Präfekt am Erzbischöflichen Gymnasialkonvikt in Rastatt eingesetzt. Im Jahr 1900 wurde er zum Kaplaneiverweser für die Pfarrei St. Margarethen in der Orgelstadt Waldkirch bestellt, wo er fünf Jahre blieb. 1905 wurde er Pfarrer in St. Blasien und 1909 Definitor des Kapitels Waldshut.

## Pfarrer in St. Blasien
Mit 34 Jahren bewarb sich Lamy auf eine Pfarrstelle. In der Stadt mit der kreisrunden Klosterkirche St. Blasien amtierte ein junger Pfarrer namens Zobel als Pfarrverweser, nachdem der vorherige Pfarrer Julius Popp zum 1. März 1905 nach acht Jahren nach Lahr versetzt worden war. Zobel war schnell beliebt geworden und die Gläubigen hätten sich ihn auch auf Dauer als Pfarrer gewünscht. Doch er musste das Feld für den dienstälteren Lamy räumen.
Lamy übernahm am 3. Dezember 1905 die Pfarrei St. Blasien, wo ihn Dekan Jonas Dieterle aus Dogern ins Amt einführte. Der von diesem dabei als Landtagsabgeordneter zugesagte Bahnanschluss wurde allerdings nie realisiert.

### Dombauherr
Am 7. Februar 1874 hatte ein von der Spinnerei ausgehender Brand den Ostflügel der Klosteranlage und den um 1770 von den französischen Architekten Pierre Michel d’Ixnard und Nicolas de Pigage errichteten Kuppelbau zerstört. Dessen Wiederherstellung sah er zunächst als seine vordringlichste Aufgabe. Dem am 30. August 1907 wegen der geplanten Bahnstrecke nach St. Blasien gekommenen Großherzog Friedrich trug Lamy sein Anliegen vor, der ihm versprach: „Es kommt schon alles in Ordnung“. Das Versprechen des kurz darauf verstorbenen Landesvaters war wertlos, denn im Dezember 1907 stellte sich heraus, dass für den Kirchenbau im Haushalt 1908 nichts eingestellt war. Pfarrer Lamy verfasste daraufhin eine von der Pfarrei St. Blasien und den dazu gehörigen Gemeinden Häusern, Blasiwald und Schwarzhalden getragene Petition an den Landtag und Dekan Dieterle warb bei einer wieder wegen des Bahnbaus im Ort weilenden Gruppe von Abgeordneten für den Dombau. Lamy verhandelte mit Bauleuten und Behörden, um die Finanzierung zu sichern und motivierte die Gemeindemitglieder zu Spenden. Die Kosten für das Deckengemälde, von zwei Altarbildern und 14 Kreuzwegstationen sowie weiterer Ausstattungsgegenstände trugen die Pfarrei und ihre Mitglieder. Im Karlsruher Ständehaus lobte Finanzminister Rheinboldt in der Sitzung vom 7. Mai 1912 die Opferbereitschaft der Gläubigen in der Region. Groß war die Freude im Ort, als Erzbischof Thomas Nörber die Kirche nach dreijähriger Bauzeit am 1. Juni 1913 wieder einweihte.

### Weitere Projekte
Lamy setzte gegen Widerstände aus Freiburg die Erweiterung der zu klein gewordenen Kapelle in Häusern durch, wo dann ab 1929 ein regelmäßiger Sonntagsgottesdienst möglich wurde.
Im vormaligen Ökonomiegebäude der Spinnerei, das die Pfarrei kaufte, richtete er einen Kindergarten und Wohnungen für die Krankenschwestern ein, die zuvor im Fabrikgebäude, der ehemaligen Klosteranlage, untergebracht waren. Für sich selbst schuf er dort eine Altenwohnung. Als 1933 die Jesuiten in St. Blasien nach 127 Jahren wieder ein Gymnasium errichten wollten, fand dieses Vorhaben Kolleg St. Blasien seine volle Unterstützung.
Den evangelischen Pfarrer Maurus Gerner-Beuerle unterstützte Lamy beim Bau der neuen Christuskirche.

### Seelsorger und Prediger
Lamys Sorge galt immer den einfachen Menschen. Er widmete dem inneren Aufbau der Gemeinde eine unermüdliche Tätigkeit. Selbst musikalisch und künstlerisch veranlagt, legte er größten Wert auf die festliche Gestaltung des Gottesdienstes und die Pflege eines hochstehenden Kirchenchores.
Große Sorgen bereiteten dem Pfarrer auch der Zusammenbruch der Spinnerei in St. Blasien, die eine hohe Arbeitslosigkeit zur Folge hatte.
Beschwerlich war auch die Betreuung der Außenposten:
Oft wanderte der Pfarrer hinauf in die Nachbardörfer, um in den dortigen Kapellen Gottesdienst und an der Schule die Religionsstunden zu halten. An hohen Festen, wie dem “Fridolinstag” in Häusern oder das “Pantaleonsfest” in Blasiwald, wurde der Pfarrer mit der Kutsche in St. Blasien abgeholt.
Seine Seelsorgetätigkeit, die er in der weitausgedehnten, beschwerlichen Pfarrei lange Jahre allein ausübte, war getragen von einer Grundstimmung wohlwollender, herzlicher Fröhlichkeit, die ihm bei groß und klein, bei hoch und niedrig gewann. Im guten Sinne ein Original, stets ein Scherzwort auf den Lippen, dabei ein tief innerlicher Mensch, wurde er auch seinen Konfratres, die sich gerne in seinem gastlichen Pfarrhaus einfanden, ein stets hilfsbereiter Freund und kluger Berater, vielen ein geschätzter Beichtvater.
Als weit über dem Durchschnitt begabter Prediger und Volksredner war Lamy auch von auswärts gefragt. Mit gutem theologischen Wissen, gepaart mit praktischem Blick für das Leben und Aufgeschlossenheit für die (seinerzeitigen) Gegenwartsfragen, wirkte er nachhaltig auf das religiöse Leben seiner Pfarrei und weit darüber hinaus. Über die Einweihung der neuen Altarbilder von Hans Thoma in Bernau (1912) schrieb der Maler: „Pfarrer Lamy aus St. Blasien hielt die Predigt, in der er sehr schön auf volkstümliche Art die religiöse Symbolik der Bilder erklärte.“
1936 gab der 65-Jährige die Leitung der Pfarrei an seinen Nachfolger Karl Schweizer ab und zog in seine Alterswohnung.
Zwei Jahre darauf, am Freitag, 20. Mai 1938 erlag Lamy einem Schlaganfall, nachdem er tags zuvor noch im Stadtbild gesehen worden war. Sein Grab ist auf dem Friedhof St. Blasien erhalten.

## Autor
In seinem „St.-Blasius-Büchlein“ legte Lamy die Geschichte des Klosters, des Blasius-Doms – speziell dessen Wiederherstellung – sowie die Verehrung des Heiligen Blasius nieder. Später verfasste er noch einen biblischen Roman sowie ein Blasius-Weihespiel, das in den Dreißigerjahren in St. Blasien aufgeführt wurde.

## Ehrungen
- Orden vom Zähringer Löwen (1913) für seinen Einsatz beim Dom-Wiederaufbau
- Badisches Kriegsverdienstkreuz sowie
- Preußisches Verdienstkreuz für Kriegshilfe, beides für seine Für- und Seelsorge um kranke und verwundete Soldaten des Ersten Weltkriegs, die im Ort Heilung suchten
- Ehrenbürger der Stadt St. Blasien (1922) anlässlich seines 25-jährigen Priesterjubiläums, lt. Urkunde „zweiter Erbauer unseres glorreichen Münsters“
- Sein evangelischer Pfarrerkollege Gerner-Beuerle widmete ihm zu seiner Beerdigung eine eindrucksvolle Würdigung
- Das Pfarrzentrum mit Kindergarten erhielt den Namen Theophil-Lamy-Haus